# Ligament piso-hamatum
Le ligament piso-hamatum (ou ligament pisi-unciformien) est un ligament de l'articulation de l'os pisiforme. Il relie la face antérieure du pisiforme au bord supérieur de l'hamulus de l'os hamatum. C'est un prolongement du tendon du muscle fléchisseur ulnaire du carpe.
Il fait partie de l'origine du muscle abducteur du petit doigt de la main et forme le plancher du canal ulnaire.